# Torre Gironella
|  | Per a altres significats, vegeu «barri de Torre Gironella». |

La Torre Gironella és una antiga fortificació de la ciutat de Girona, situada al vèrtex oriental i punt culminant de la Força Vella, a la dreta del Palau del Bisbe, darrere de la Catedral de Girona. Fou declarada bé cultural d'interès nacional.

## Arquitectura

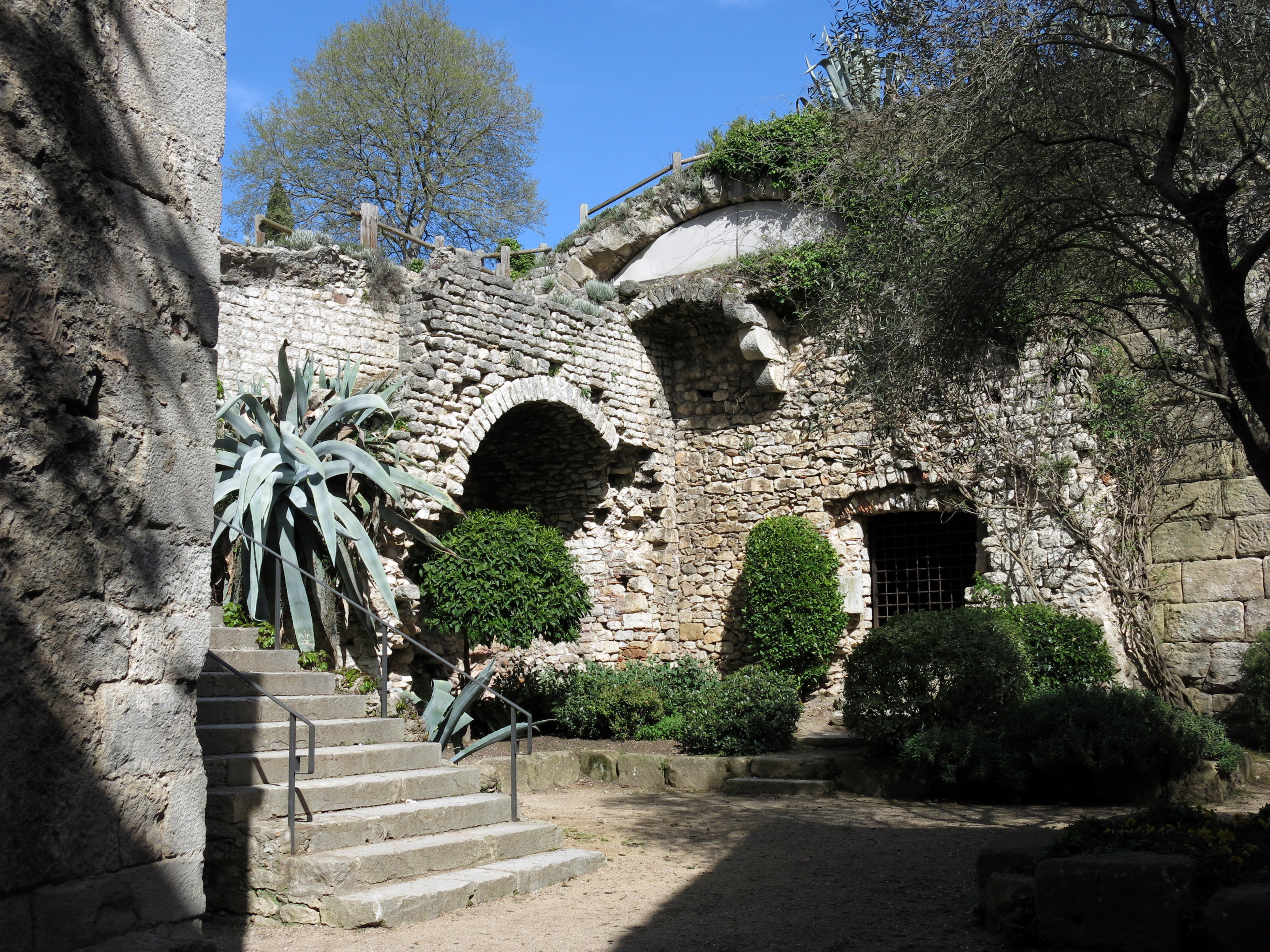
Restes de les muralles vora la torre Gironella

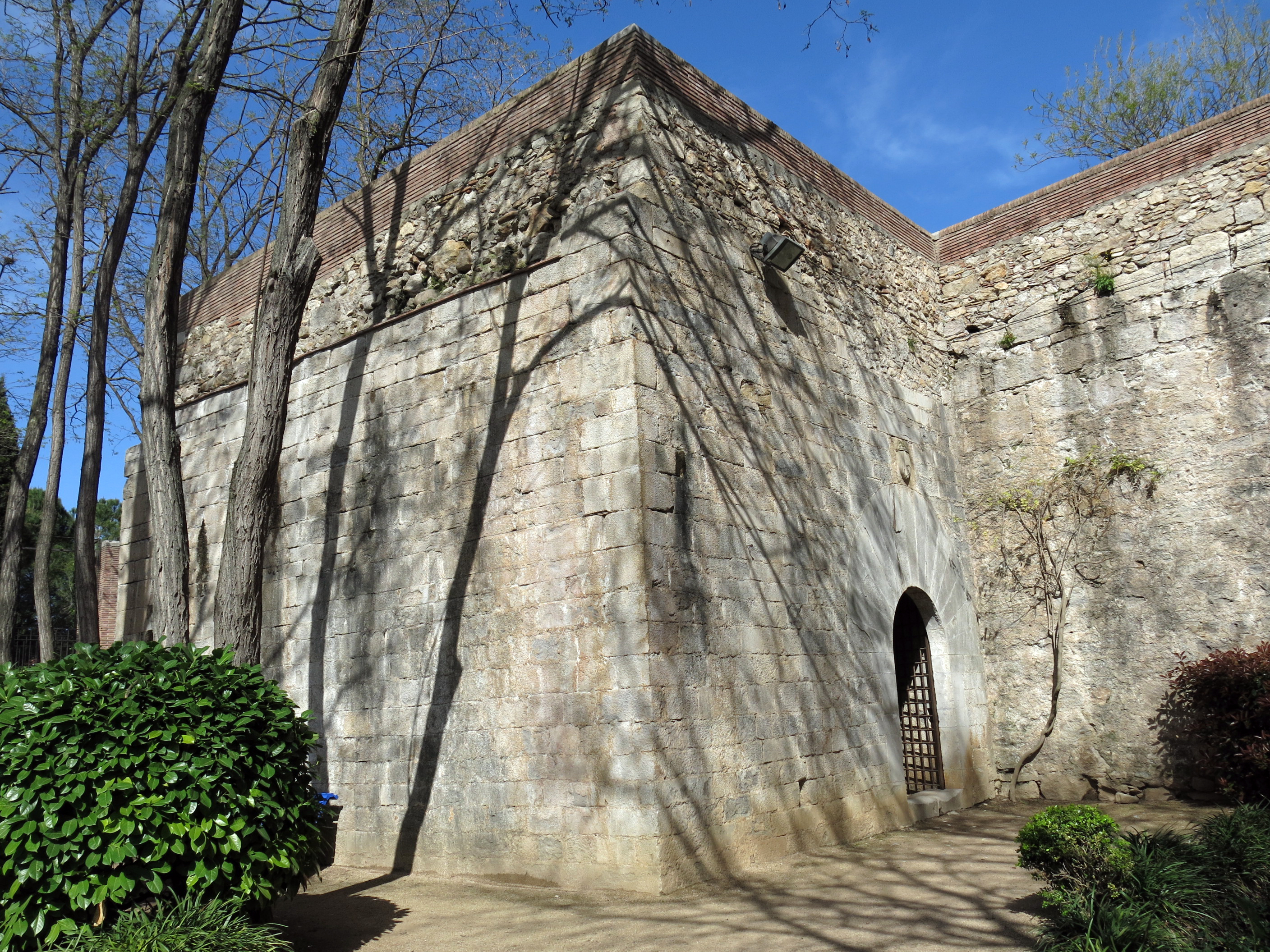
Portal de la Reina Joana, als jardins de la caserna dels Alemanys, vora l'antiga torre Gironella

És un grup de restes de torre avançada que existeix a la part Est de la ciutat. Barreges d'èpoques: bases romanes, llenços medievals i posteriors reforços i ampliacions. Cal ressaltar les restes ben visibles d'una torre quadrada romana, que s'endinsa sota el terraplè i dona tota la volta. De la mateixa manera, es ressalta la volta de canó de sota el talús i que es recolza a la torre romana. Resten el pati d'accés amb escales de volta de pedra, que pugen damunt el talús, que és un piló de pedres de la muralla de la destrossa en la retirada dels francesos. Al pati hi ha la porta de Joana Enríquez.

## Història
La torre Gironella és en el punt més alt de la muralla romana, i es va creure durant molt de temps que allà havia estat el primer nucli habitat de la ciutat. Possible primer assentament ibèric, per les restes de ceràmica a la Torre del Telègraf. Del segle iii, aproximadament, daten les restes romanes, de la torre i de les restes del que podia ser un possible aqüeducte (arcades incrustades). La torre del Telègraf té base d'origen romà, també. També es recull en la tradició que aquesta torre va estar fundada pel llegendari Gerió.
Es té constància de la seva existència des de l'any 994. Vers el 1000, el comte Ramon Borrell III creà la torre més a l'est i creà el castell de Gironella, incloent dins el recinte les torres romanes. El 1190 ja és esmentada amb la consideració de castell. Es té constància del seu ús com a presó durant el segle xiii, en concret per part de Pere el Gran.
| « | E tramès d'altra part N'Almalric de Narbona a la ciutat de Gerona, e aquí mès l'hom, e lo nebot de l'arquebisbe de Narbona ab no em sé quants cavallers llurs, en presó e en ferros en una torre que ha nom la Torre Geronella, e aquí guardà'ls hom bé aitant com hi estigueren. | » |

El 1404 la torre caigué sola. El 1411 s'encarregà a Francesc Borrassà la reedificació, de mides més petites. Pels fets de la guerra civil catalana de 1462, na Joana Enríquez fa reforçar de nou el castell (porta de Joana Enríquez). El 1814 els napoleònics van fer-lo volar.
L'arxiver gironí Jaume Marquès i Casanovas (1906-1992) recollí un sonet sobre la seva història.
| « | Salve, vetusta torre, que et diuen Gironella! Antany fores un símbol d'excelsa fortitud. Ningú no et sap l'origen i hom et cregué tan vella com l'heroi Gerió, de mítica virtut. Ets obra de romans, que et feren una anella que enllacessis els murs d'un fort no mai retut. Altres van ampliar-te fent-te una meravella i arreu era citada ta altura i amplitud fins que, cert jorn fatídic, al teu per sucumbiries deixant els gironins de paor consternats. Mes ben tost van refer-te i de nou resistiries fortíssims enemics en setges i combats fins que el gavatx, irat, traient foc i guspires, va esmicolar-te a trossos, desfets o decantats. | » |